# Alicante
Pour le vin, voir alicante (DO). Pour le cépage, voir alicante Bouschet.
Alicante (en catalan : Alacant ; en espagnol : Alicante (dénomination officielle bilingue depuis le 6 février 1990,) est la capitale de la province du même nom, et la deuxième ville la plus importante de la Communauté valencienne dans le sud-est de l'Espagne, au bord de la mer Méditerranée. Elle est le chef-lieu de la comarque de l'Alacantí et est située dans la zone à prédominance linguistique valencienne. Alicante est un port important et sa population est de 328 648 habitants en 2015. La conurbation compte 452 462 habitants avec les localités voisines de Sant Vicent del Raspeig, Sant Joan d'Alacant, el Campello, et Mutxamel. Le triangle métropolitain d'Alacant-Elx-Santa Pola atteint quant à lui 757 443 habitants. C'est une ville essentiellement de services et de tourisme et un haut lieu de la guerre d'Espagne, de l'épisode héroïque du navire Stanbrook en 1939 au souvenir du camp de concentration de Los Almendros, aujourd'hui mémorial situé dans la ville.

## Histoire
En -201, elle fut prise par les Romains qui changèrent son nom pour Lucentum.
On n'a aucune certitude sur les constructions avant qu'Hamilcar Barca installe sur le site un édifice militaire peu de temps avant la deuxième guerre punique. Hannibal y aurait débarqué ses célèbres éléphants de guerre. Le véritable emplacement de Lucentum a été discuté mais l'origine de la ville actuelle ne provient pas de cette dernière, l'ancienne Lucentum ayant été soit abandonnée par la population ou absorbée par la nouvelle medina leqant, fondée par les Arabes à l'endroit aujourd'hui connu comme La Vilavella (vieille ville).
Entre 718 et le 4 décembre 1248, la ville appartint aux musulmans, qui la nommaient en arabe Al-Laqant ou Medina Laqant (faire le lien avec le toponyme valencien Alacant). Durant cette période, la ville suivit la destinée d'Al-Andalus et après la chute du Califat de Cordoue elle passa sous la domination de Denia et Murcie.
En vertu du traité de Cazola (signé à Soria en 1179) entre Alphonse VII de Castille et Alphonse II d’Aragon, la frontière au sud d'Aragon fut fixée sur une ligne reliant Biar, Castalla, Jijona (Xixona) et Calpe (Calp). Cela signifiait qu'Alicante demeurait dans la zone d’expansion castillane. En 1243, le roi musulman de Murcie Muhammad ben Hud (de qui dépendait théoriquement la région) signa le Pacte d’Alcaraz avec l’infant Alphonse - qui deviendra Alphonse X de Castille - et mit le royaume hudite de Murcie sous le protectorat castillan. Le gouverneur musulman d’Alicante n’accepta pourtant pas ce pacte et refusa de se soumettre à la souveraineté castillane ; la ville fut finalement prise militairement par les chrétiens en 1248. Bien que, depuis le début, on commençât à repeupler la ville avec des chrétiens (principalement castillans, catalans et aragonais), le manque de chrétiens pour l’habiter et des raisons économiques favorisèrent la permanence de la population musulmane.
En 1304, après une guerre, Alicante est incorporée dans la Couronne Catalano-Aragonaise.

La ville fut assiégée par les Britanniques en 1707 puis par les Français en 1709 durant la Guerre de Succession d'Espagne et en 1812 durant la guerre d'Espagne. Enfin, elle fut assiégée par les fédéralistes de Carthagène en 1873.

Alicante en 1932, sous la République, survolée par Walter Mittelholzer. ETH-Bibliothek.

### Guerre d'Espagne
Pendant la guerre d'Espagne, la ville reste du côté républicain. Elle est bombardée par les aviations italienne et allemande. L'attaque la plus importante fut le bombardement du Marché Central, le 25 mai 1938, qui causa la mort de plus de 300 personnes. 
En mars 1939, à la fin de la guerre, a lieu un épisode tragique dans le port d'Alicante. Un très grand nombre de républicains rejoignent Alicante dans l'espoir de s'exiler par la mer. Or, le blocus maritime, l'aviation nazie et le renfort des militaires italiens de la division Littorio interdisent à tout bateau humanitaire d'accoster : la ville devient un piège pour des milliers de républicains. Ils sont arrêtés sur les quais et conduits par les soldats italiens au camp de concentration de Los Almendros, puis à celui d'Albatera, où ils sont internés. Certaines familles seront sauvées par l'acte héroïque d'Archibald Dickson, capitaine du Stanbrook, navire de commerce britannique qui évacue les rescapés sous les bombes jusqu'à la ville d'Oran.

### Guerre d'Algérie
À l'issue de la guerre d'Algérie, la ville reçut un nombre considérable de Pieds-Noirs, la plupart descendants d'anciens habitants de la province qui avaient émigré en Algérie au début du XIXe siècle. Depuis les années 1960 la ville s'est profondément transformée et sa population a beaucoup augmenté.

### Transition démocratique
Avec le retour de la démocratie, lors de la transition démocratique issue de la mort du dictateur Franco, Alicante a eu un maire socialiste, José Luís Lassaletta, du PSOE, de 1979 à 1991, et Angel Luna, de 1991 à 1995. En 1982 et 1997, de fortes inondations ont beaucoup affecté la ville. Au cours des années 1990-2000 la ville a vu accroître sa population qui dépasse désormais les 300 000 habitants, et connu la création d'un train métropolitain et l'extension de son aéroport.
En 1995 les élections sont gagnées par la droite et la ville est gouvernée jusqu'en 2008 par Luis Díaz Alperi, du PP, puis par Sonia Castedo. Pendant cette période, la ville a connu d'importants cas de corruption politique et immobilière qui ont particulièrement touché des personnalités politiques locales du PP, telles que l'ancienne maire Sonia Castedo ainsi que certains acteurs économiques comme le promoteur immobilier Enrique Ortiz ,.

## Géographie

Localisation d'Alicante
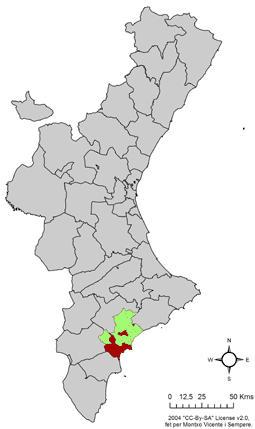
Dans la Communauté valencienne.
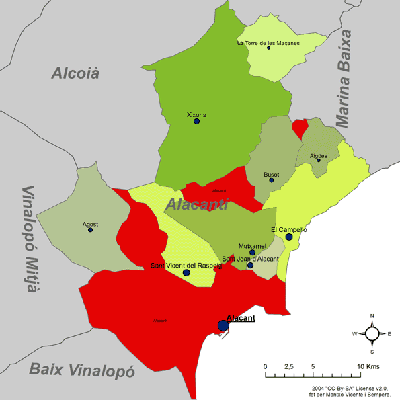
Dans la comarque de l'Alacantí.

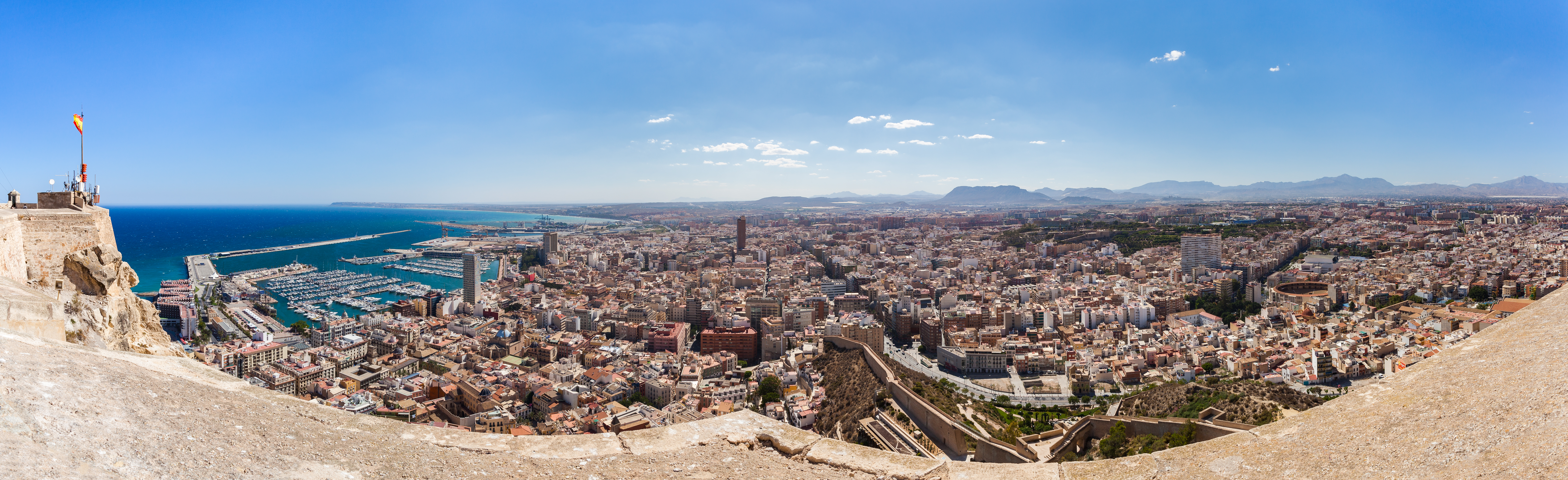
Vue depuis le Château de Santa Barbara (Alicante). Juillet 2014.

La ville se trouve au bord de la mer Méditerranée, dans une plaine délimitée par une série de collines et de hauteurs. Le mont Benacantil, avec 169 mètres d'altitude, coiffé par le château de Santa-Bárbara, domine la ville et constitue l'image la plus caractéristique d'Alicante. Celle-ci comprend aussi le Tossal sur lequel se trouve le San Fernando, la Serra Grossa, les coteaux de Garbinet et le Tossal de Manises. Entre ces reliefs, se trouvent des ravins et talwegs, quelques-uns complètement occultés par l'urbanisation comme les ravins de Canicia, Bon Hivern, ou Sant Blai-Benalua.

## Climat

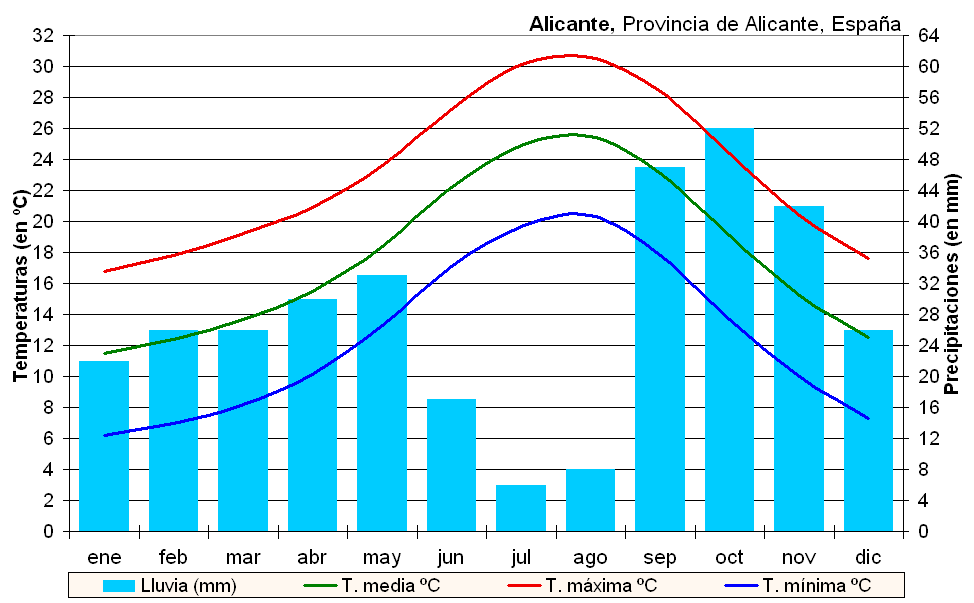
Le climat à Alicante.

Alicante est une ville sujette au climat semi-aride avec une température soutenue toute l'année et un ensoleillement exceptionnel. Cependant, le levante ou llevant tend à relativiser le climat très doux.
La moyenne des températures est de 11 °C en hiver et de 26 °C en été.
Les précipitations sont regroupées sur de courtes périodes, surtout au mois de septembre et octobre et occasionnent des inondations notamment dues au phénomène connu dans le Levante sous le doux nom de gota fria, la « goutte froide ». Il s'agit, à la base, de la jonction à 5 000 mètres d'altitude entre un air exagérément chaud, de type méditerranéen, et une poche d'air polaire, de −25 °C à −65 °C degrés. C'est dans des circonstances similaires que se produisent les typhons. En arrivant sur les côtes, car elle se forme habituellement au-dessus de la mer, le changement orographique provoque la rupture du front orageux. La bourrasque finit par « percer » l'atmosphère pour produire de grosses précipitations, parfois catastrophiques à cause de la concentration des pluies. Le cumul annuel de précipitation ne dépasse pas les 400 mm.
| 1971-2012        | janv. | fév. | mars | avr. | mai  | juin | juil. | août | sept. | oct. | nov. | déc. | Total |
| ---------------- | ----- | ---- | ---- | ---- | ---- | ---- | ----- | ---- | ----- | ---- | ---- | ---- | ----- |
| Temp. maxi. (°C) | 17,0  | 17,6 | 19,6 | 21,3 | 24,1 | 27,8 | 30,3  | 30,8 | 28,5  | 24,9 | 20,5 | 17,7 | 23,3  |
| Temp. mini. (°C) | 6,3   | 7,1  | 8,9  | 10,9 | 14,1 | 18,1 | 20,7  | 21,2 | 18,5  | 14,5 | 10,3 | 7,4  | 13,2  |
| Précip. (mm)     | 22,8  | 22,1 | 23,0 | 28,7 | 27,8 | 11,9 | 3,8   | 6,8  | 55,5  | 47,4 | 35,9 | 25,4 | 311,1 |

## Démographie

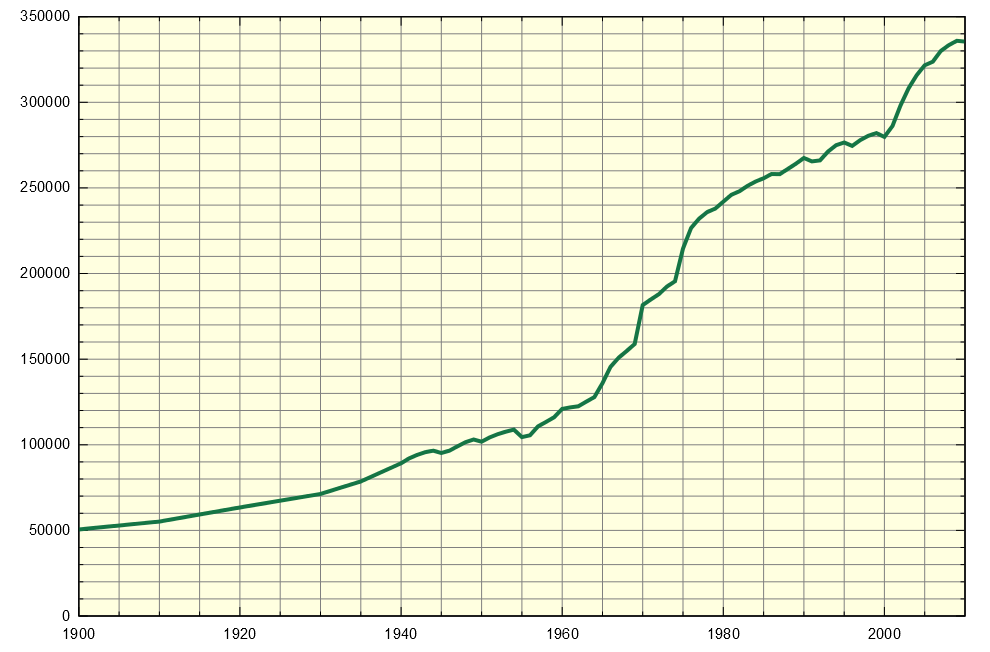
Évolution de la population d'Alicante (1900-2006).

La population de la ville d'Alicante est de 330 525 selon l'INE en 2016. La population de la ville a fortement augmenté ces dernières années, notamment du fait d'un apport migratoire important venu d'Argentine, d’Équateur, du Royaume-Uni et de Colombie qui sont arrivés dans les 20 années précédentes. Il y a aussi d'autres fortes communautés venues d'Allemagne, de Roumanie, d'Algérie, d'Ukraine, de Russie, du Maroc et d'Italie.
| année | population |
| ----- | ---------- |
| 1250  | 2 500      |
| 1350  | 3 250      |
| 1418  | 1 539      |
| 1609  | 5 040      |
| 1646  | 6 174      |
| 1717  | 11 019     |
| 1735  | 12 604     |
| 1754  | 14 394     |
| 1768  | 17 213     |
| 1786  | 17 345     |

| année | population |
| ----- | ---------- |
| 1797  | 19 313     |
| 1803  | 21 447     |
| 1857  | 27 550     |
| 1860  | 31 162     |
| 1877  | 34 926     |
| 1887  | 40 115     |
| 1897  | 49 463     |
| 1900  | 50 495     |
| 1910  | 55 116     |
| 1920  | 63 382     |

| année | population |
| ----- | ---------- |
| 1930  | 71 271     |
| 1940  | 89 198     |
| 1950  | 101 791    |
| 1960  | 121 832    |
| 1970  | 181 550    |
| 1981  | 245 963    |
| 1991  | 265 473    |
| 2001  | 288 481    |
| 2006  | 322 431    |
| 2016  | 330 525    |
| 2023  | 349 282    |

## Économie
- Banc Sabadell, sixième établissement financier d'Espagne créé dans la ville de Sabadell, en Catalogne, en 1881, a son siège à Alicante[11].

## Administration

### Maires
| Mandat    | Maire | Maire                                 | Parti | Majorité |
| --------- | ----- | ------------------------------------- | ----- | -------- |
| 1979-1983 |       | José Luis Lassaletta                  | PSOE  | 13 / 27  |
| 1983-1987 |       | José Luis Lassaletta                  | PSOE  | 19 / 27  |
| 1987-1991 |       | José Luis Lassaletta                  | PSOE  | 12 / 27  |
| 1991-1995 |       | Ángel Luna                            | PSOE  | 12 / 27  |
| 1995-1999 |       | Luis Díaz Alperi                      | PP    | 14 / 27  |
| 1999-2003 |       | Luis Díaz Alperi                      | PP    | 15 / 27  |
| 2003-2007 |       | Luis Díaz Alperi                      | PP    | 14 / 27  |
| 2007-2011 |       | Luis Díaz Alperi Sonia Castedo (2008) | PP    | 15 / 29  |
| 2011-2015 |       | Sonia Castedo Miguel Valor (01/2015)  | PP    | 18 / 29  |
| 2015-2019 |       | Gabriel Echávarri                     | PSOE  | 6 / 29   |
| 2015-2019 |       | Luis Barcala                          | PP    | 8 / 29   |
| 2019-2023 |       | Luis Barcala                          | PP    | 9 / 29   |
| 2023-2027 |       | Luis Barcala                          | PP    | 14 / 29  |

## La ville

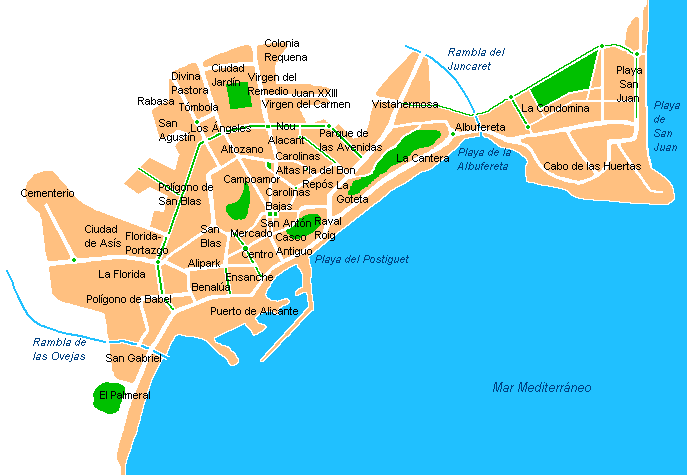
Les quartiers de la ville.

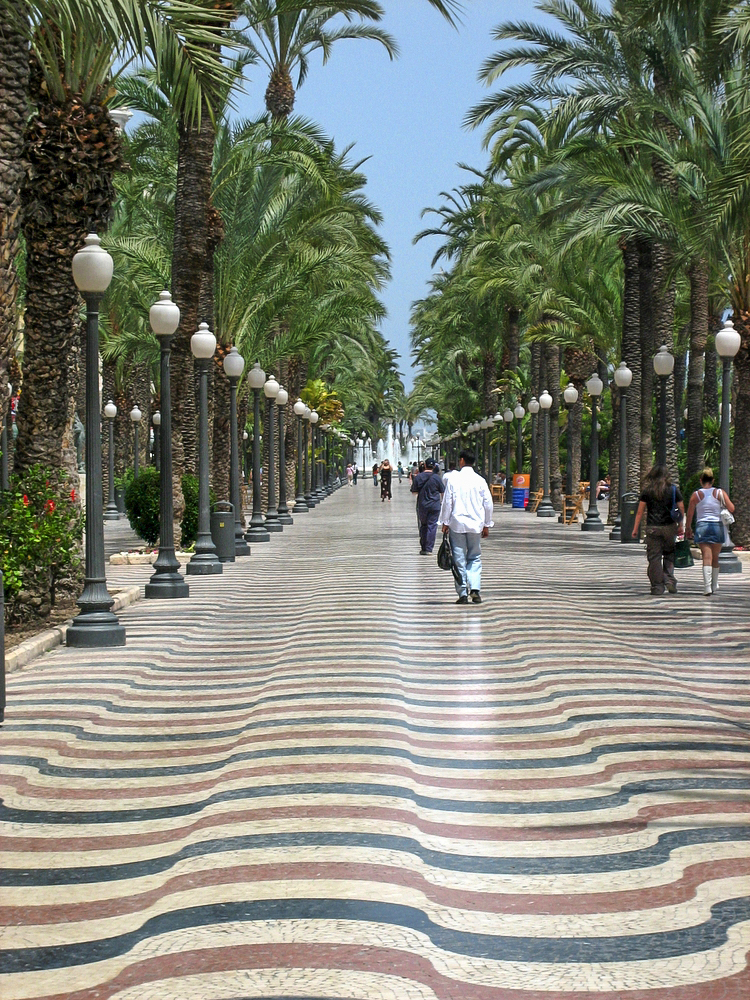
Esplanade d'Espagne.

C'est l'une des villes d'Espagne qui ont connu la croissance la plus rapide. Son économie est fondée sur le secteur des services (rôle important du tourisme et des activités administratives et commerciales). Elle exporte du vin, de l'huile d'olive et des fruits et possède des industries légères incluant l'agro-alimentaire, le cuir, les textiles et la poterie. La ville dispose d'un port de commerce et de plaisance, et d'un aéroport international. 
Parmi ses monuments remarquables, on a déjà cité le château fort de Santa Bàrbara, perché sur un rocher nommé la « Tête du Maure », de par sa silhouette vue du côté mer. Ce rocher-là constitue le sommet du Benacantil, qui domine la ville. Les bâtiments religieux importants sont la cocathédrale de Saint-Nicolas, l'église de Sainte-Marie, et l'église du monastère de la Sainte-Face. Les édifices civils notables sont l'Hôtel-de-Ville, le Théâtre Principal, le Marché Central, le Palais de la Députation, la Maison Carbonell et la Maison des Sorcières.
Les spécialités culinaires sont la paella aux fruits de mer et ses différentes variantes, ainsi que le touron (torró en catalan) : touron d'Alicante (it).
Les Fogueres de Sant Joan, les feux de la Saint-Jean, est l'événement culturel et populaire le plus important d'Alicante. Les festivités commencent chaque année le 20 juin et se terminent le 24 juin, avec la crémation des statues-personnages confectionnées pour l'occasion. La fête est représentée par une reine qui est appelée la « Bellea del Foc », c'est-à-dire la Beauté du Feu.
La ville est le siège de l'Office de l'Union européenne de la propriété intellectuelle (EUIPO), agence de l'Union européenne chargée de gérer les systèmes d’enregistrement des marques et des dessins ou modèles valables dans les États membres.

Il existe plusieurs plages à Alicante dont : 
- Playa de San Juan, l'une des plages les plus populaires d'Alicante, avec du sable fin, des bars confortables et des restaurants traditionnels.
- Playa de San Gabriel.
- La Calita Playa.

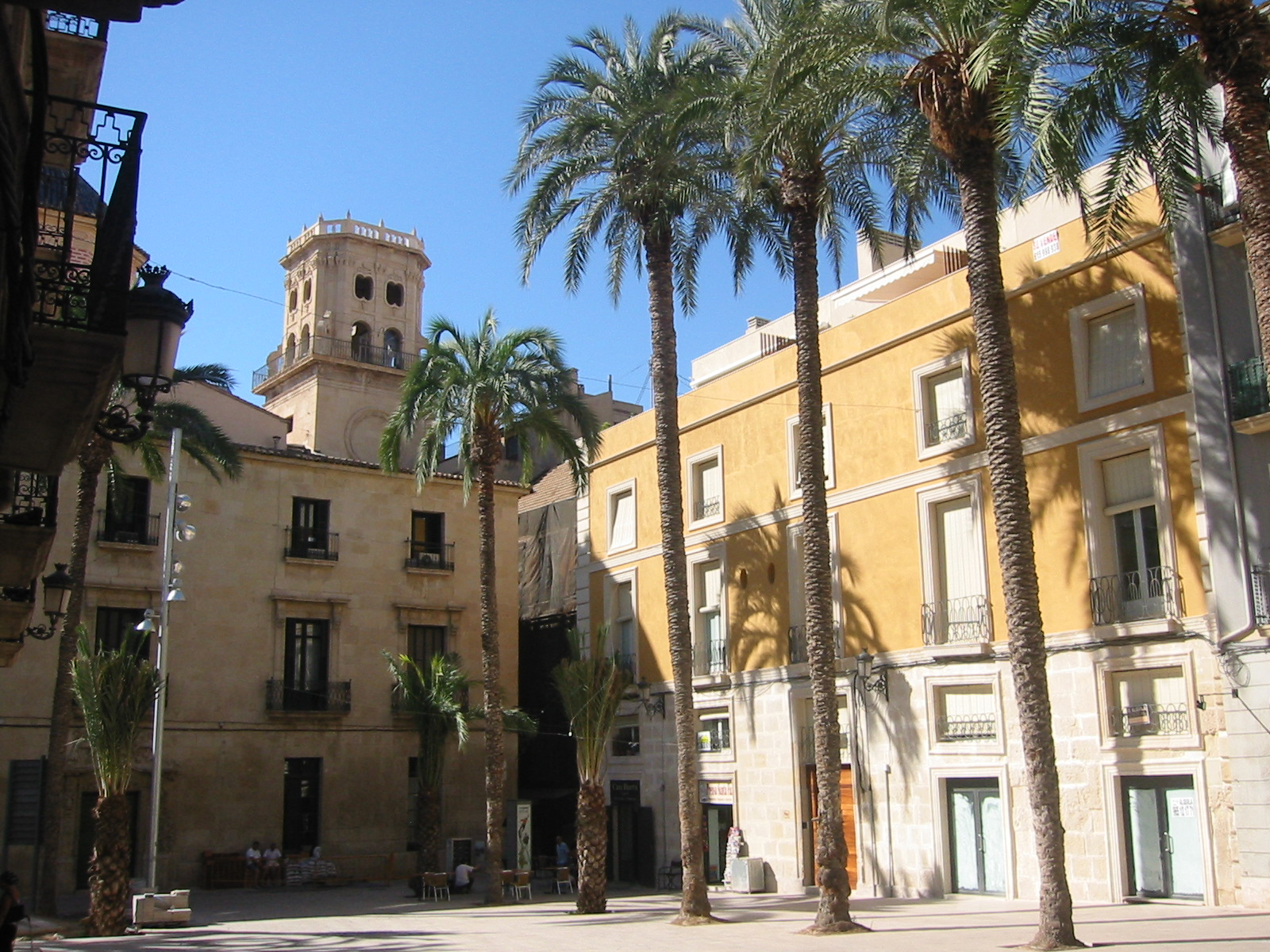
Place Santísima Faz dans la vieille ville.
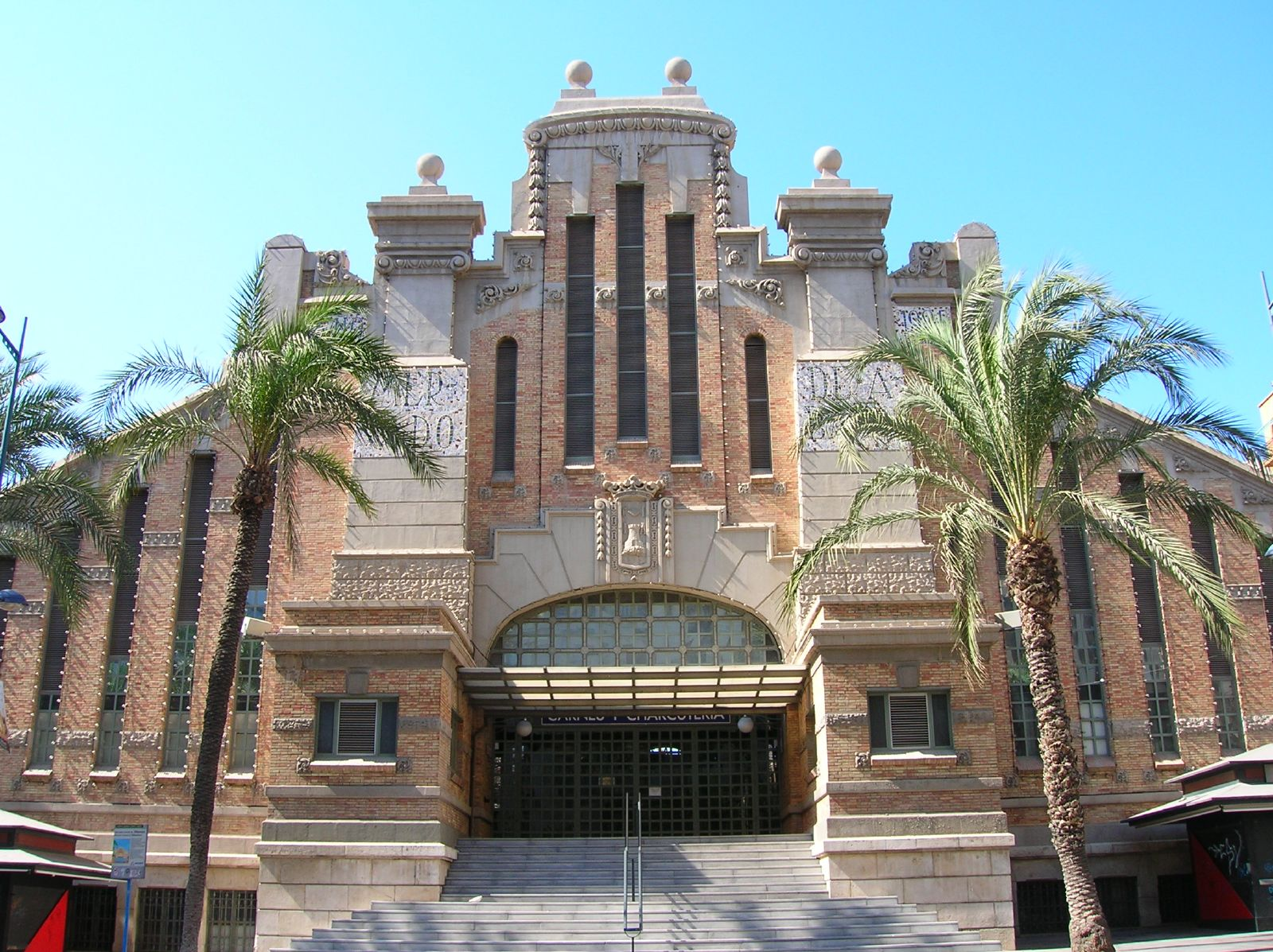
Mercat Central d'Abastos, marché central situé Avenue Alfons X el Savi.
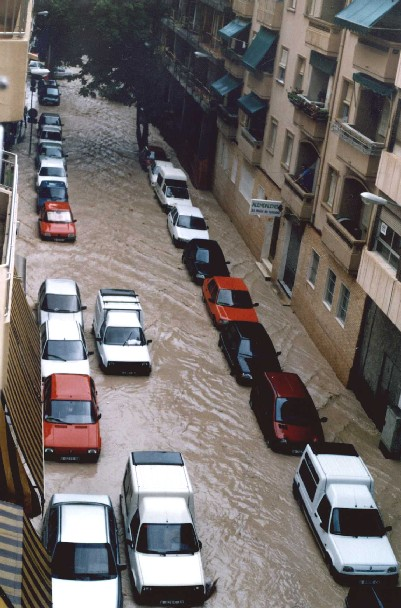
Inondation de 1997, rue Arquitecte Morell.
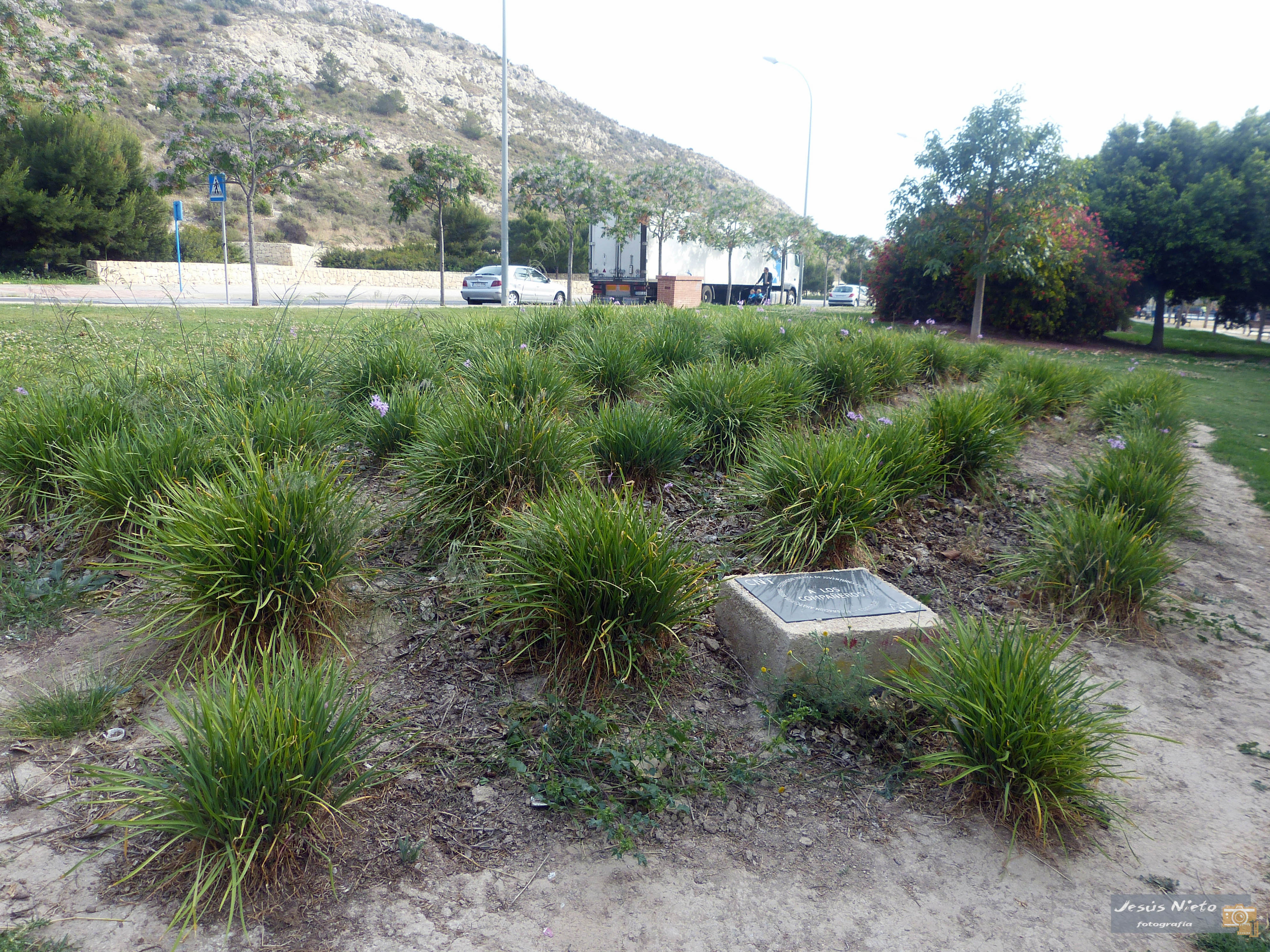
Mémorial du camp de concentration de Los Almendros, situé au nord de la ville.
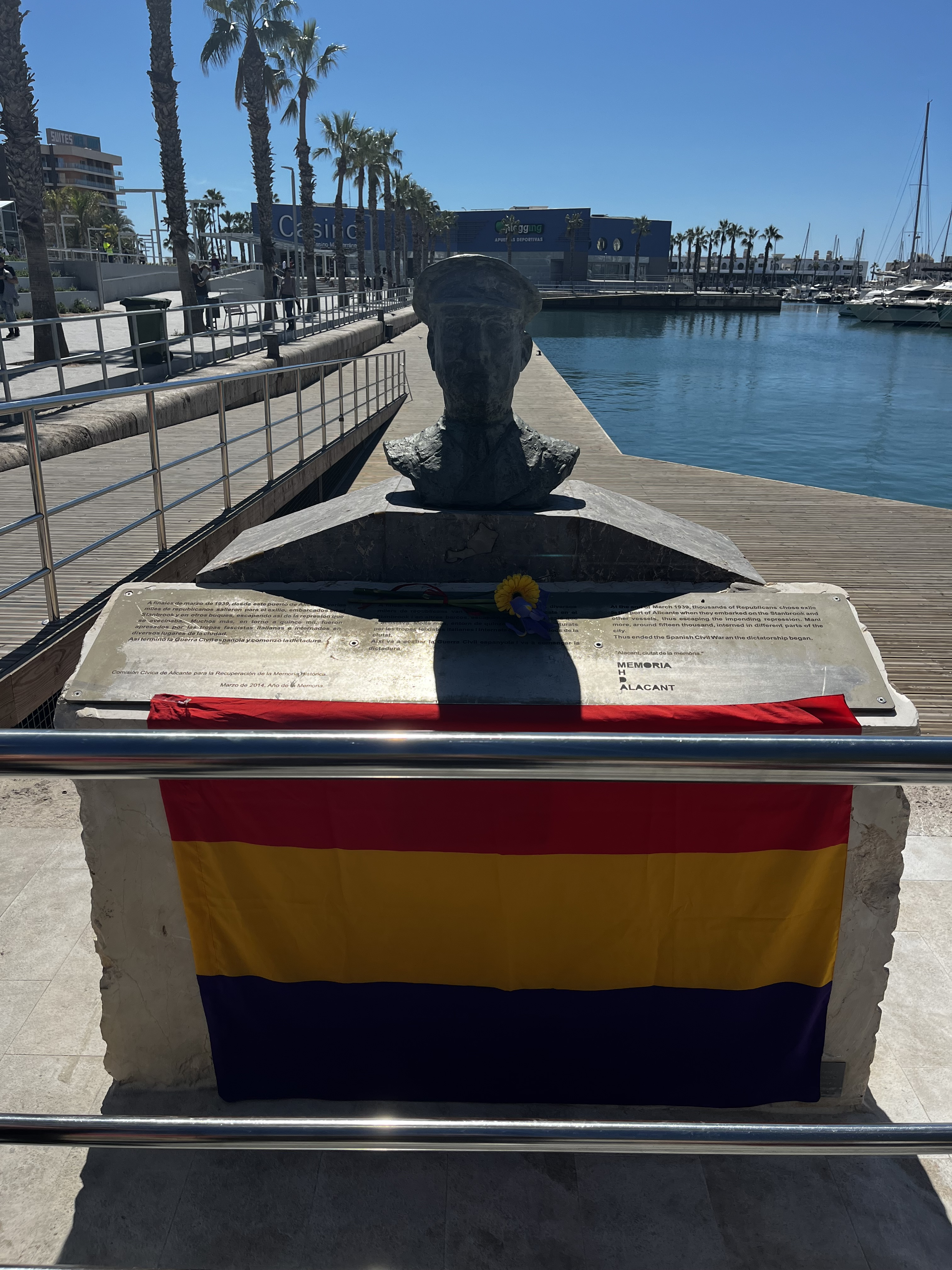
Mémorial du capitaine Archibald Dickson dans le port.

### Patrimoine
- Basilique Sainte-Marie d'Alicante
- Cathédrale Saint-Nicolas d'Alicante
- Monastère de la Sainte-Foi (Alicante) (es) (dit de Sainte Véronique)
- Tours de défense de la Huerta d'Alicante (es)
- Mairie d'Alicante (es)
- Théâtre principal d'Alicante (es)
- Arènes d'Alicante
- Marché central d'Alicante
- Palais Provincial d'Alicante (es)
- Marché aux poissons ou Llotja del Peix
- Château de Santa Barbara (Alicante)
- Château de San Fernando (Alicante) (es)
- Île de Tabarca

### Mémoire
- Le cimetière d'Alicante et le camp de concentration de Los Almendros, hauts-lieux de mémoire de la guerre d'Espagne.

### Musées
- Musées d'Art Contemporain d'Alicante (es)

Au cœur de la vieille ville, à côté de l'église de Santa Maria, le musée d'art contemporain MACA est situé dans la Casa La Asegrada, le plus ancien bâtiment d'Alicante, construit en 1685 et contenant des bâtiments plus récents. C'est l'héritage du musée La Aseglada, ouvert en 2011. Il possède trois collections d'art contemporain et des expositions spéciales[réf. souhaitée].

### Parcs et promenades
- Esplanade d'Espagne : connue populairement comme « l'Esplanada », il s'agit sans doute d'une des plus belles promenades de la ville, jalonnée de palmiers et bordée par le bassin du port. C'est le lieu favori des habitants de la ville et des touristes : bars, restaurants, glaceries, et un auditorium en plein air. Le sol de cette esplanade est recouvert de très belles mosaïques dessinant des ondulations (plus de 6 000 000 de pièces en 3 couleurs : rouge, noir et blanc) ;
- Parc de l'Ereta : situé sur le versant de la colline Benacantil, le parc est divisé en différents espaces et offre la possibilité de faire une petite promenade à pied au château de Santa Bàrbara ;
- Parc de Canaletes : situé dans le prolongement de l'Esplanade d'Espagne. Il se distingue par de magnifiques ficus centenaires d'une hauteur de 20 mètres environ. Sa proximité de la mer en fait un lieu idéal pour la lecture et le repos ;
- Parc del Palmeral à l'entrée sud de la ville. Il compte des centaines de palmiers, une abondante végétation locale, un lac et des cascades qui peuvent être visitées en petites barques.

## Sport

### Football
- Hércules Alicante

### Basket-ball
- CB Lucentum Alicante

### Handball
- CB Mar Alicante

Alicante a été désignée « Capitale Européenne du Sport » pour l'année 2004.

## Personnalités

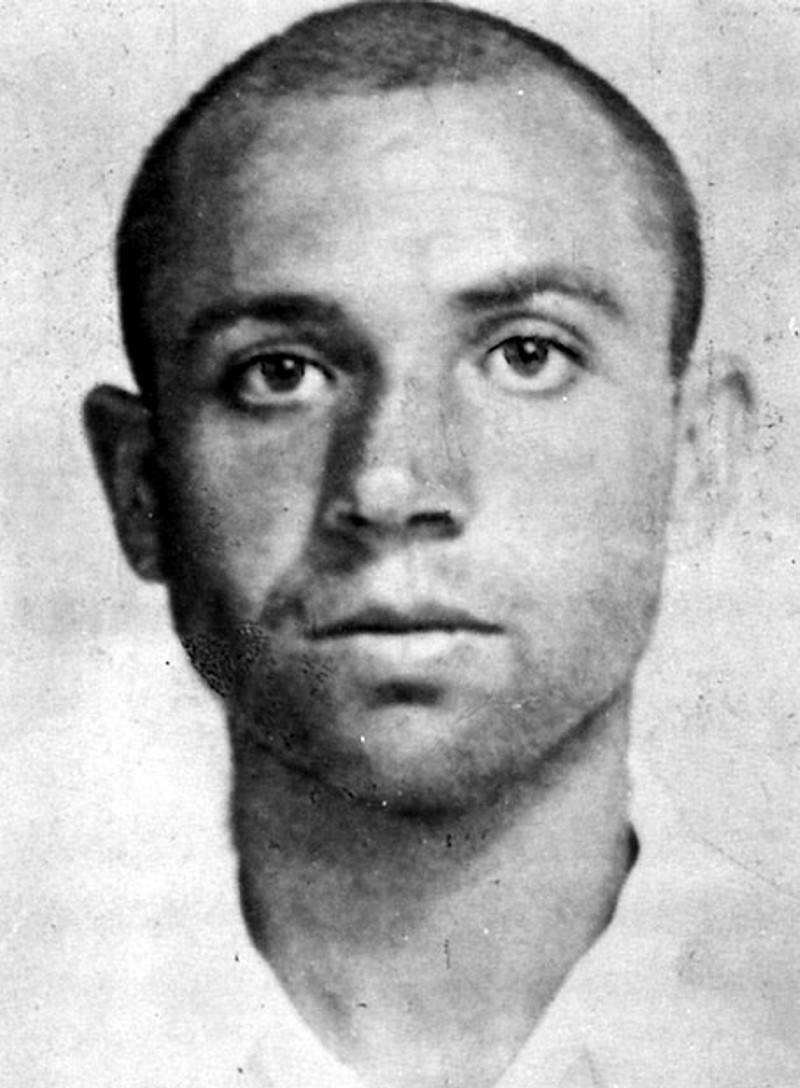
L'écrivain Miguel Hernández, soldat de la guerre d'Espagne, inhumé dans le cimetière d'Alicante, avec son épouse, l'écrivaine Josefina Manresa.

- Eleuterio Maisonnave (1840-1890), homme politique.
- Ernesto Villar Millares (1849-1916), compositeur.
- Rafael Altamira (1866-1951), historien.
- Yerai Cortés (1995-), musicien.
- María Espinosa de los Monteros (1875-1946), militante féministe.
- Óscar Esplá (1889-1976), compositeur.
- Jose Tomas Torregrosa Torregrosa (1904-1986), footballeur.
- Miguel Hernández (1910-1942), poète et dramaturge républicain espagnol, engagé dans la guerre d'Espagne.
- Josefina Manresa (1916-1987), son épouse, écrivaine inhumée dans le cimetière d'Alicante.
- Henri-François Van Aal (1933-2001), journaliste et homme politique belge.
- Antonio Gades (1936-2004), danseur de flamenco.
- José-María Manzanares (1953-), matador.
- Jeanne Mas (1958-), chanteuse française.
- Luis Francisco Esplá (1958-), matador.
- Ramon Lopez (1961-), batteur de jazz.
- Michèle Tabarot (1962-), députée française (LR) des Alpes-maritimes.
- Francisco Sánchez Luna (1966-), skipper espagnol, champion olympique.
- Nach (1976-), rappeur.
- Agustín Galiana (1978-), acteur.
- José-María Manzanares (1982-), matador, fils du précédent.

## Jumelages
- Carloforte (Italie)
- Herzliya (Israël)
- León (Nicaragua)
- Matanzas (Cuba)
- Nice (France)
- Oran (Algérie)
- Rīga (Lettonie)
- Toyooka (Japon)

## Transports/Accès

### L'aéroport
L'aéroport Alicante-Elche, populairement connu comme l'Altet (code IATA : ALC) est situé à 12 km au sud d'Alicante, dans la commune d'Elx, et est desservi par des compagnies aériennes à bas prix pour les vols intérieurs, internationaux et transcontinentaux (EasyJet, Ryanair, Vueling, Transavia...). En pleine croissance avec l'inauguration du nouveau Terminal en 2011, il est accessible par l'autoroute A-7 par transports en commun en bus (Alicante-Centre -Vectalia C6- et Benidorm et Murcie -ALSA-) ou locations de véhicules.
La situation de l'aéroport sur la côte en faisait une étape importante au début de l'aviation, lors de l'épopée de l'Aéropostale, au début du XXe siècle.

### Les transports en commun
Depuis le centre-ville, 4 lignes de tram permettent de rejoindre l'université d'Alicante, Sant Vicent del Raspeig et la ville touristique de Benidorm en passant par les nombreuses plages de el Campello, Sant Joan et la Vila Joiosa. Il est possible de prendre des billets directement dans le tram.